# Sofia de Liechtenstein (1837–1899)
Sofia Maria Gabriela Pia de Liechtenstein (em alemão:  Sophie Marie Gabriele Pia; Viena, 11 de julho de 1837 — Castelo Fischhorn, 25 de setembro de 1899) foi uma princesa de Liechtenstein por nascimento e princesa consorte de Löwenstein-Wertheim-Rosenberg pelo seu casamento com Carlos, 6.° Príncipe de Löwenstein-Wertheim-Rosenberg.

## Família
Sofia foi a terceira filha e criança nascida do príncipe Aloísio II de Liechtenstein e da condessa Francisca Kinsky de Wchinitz e Tettau. Os seus avós paternos eram o príncipe João I José de Liechtenstein e a condessa Josefa de Fürstenberg-Weitra. Os seus avós maternos eram o conde Francisco Kinsky de Wchinitz e Tettau e a condessa Teresa de Wrbna e Freudenthal.

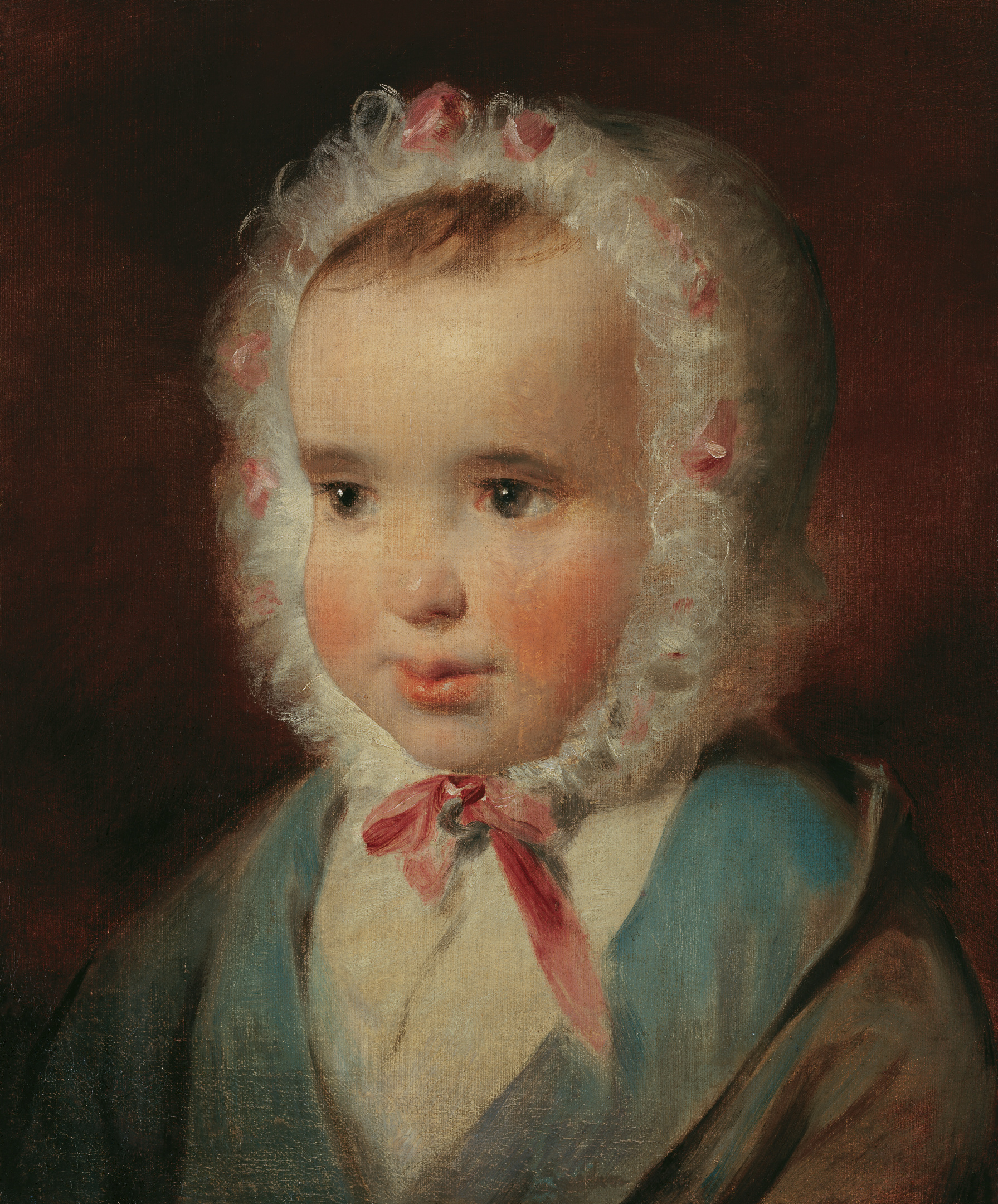
Sofia com um ano de idade, em 1838, pintada por Frederico de Amerling, no Museu de Liechtenstein.

## Biografia
No dia 4 de maio de 1863, aos 25 anos, a princesa Sofia casou-se com o príncipe Carlos, de 28 anos de idade, na cidade de Viena. Carlos era filho do príncipe hereditário Constantino de Löwenstein-Wertheim-Rosenberg e da princesa Inês de Hohenlohe-Langenburg.
O casal teve oito filhos, cinco meninas e três meninos.
A princesa faleceu no dia 25 de setembro de 1899, aos 62 anos. Foi sepultada no Mosteiro de Engelberg, em Großheubach.

## Descendência
- Francisca de Löwenstein-Wertheim-Rosenberg (30 de março de 1864 – 12 de abril de 1930), não se casou e nem teve filhos;
- Adelaide de Löwenstein-Wertheim-Rosenberg (17 de julho de 1865 – 6 de setembro de 1941), foi esposa do conde Adalberto José de Schönborn-Wiesentheid, com quem teve seis filhos;
- Inês de Löwenstein-Wertheim-Rosenberg (22 de dezembro de 1866 – 23 de janeiro de 1954), não se casou e nem teve filhos;
- José de Löwenstein-Wertheim-Rosenberg (11 de abril de 1868 – 15 de fevereiro de 1870), príncipe hereditário. Não se casou e nem teve filhos;
- Maria Teresa de Löwenstein-Wertheim-Rosenberg (4 de janeiro de 1870 – 17 de janeiro de 1935), foi esposa do pretendente Miguel Januário de Bragança, com quem teve oito filhos;
- Aloísio, 7.° Príncipe de Löwenstein-Wertheim-Rosenberg (15 de setembro de 1871 – 25 de janeiro de 1952), sucessor do pai. Foi marido da condessa Josefina Kinsky de Wchinitz e Tettau, com quem teve nove filhos;
- Ana de Löwenstein-Wertheim-Rosenberg (28 de setembro de 1873 – 27 de junho de 1936), foi esposa do príncipe Félx de Schwarzenberg, com quem teve cinco filhos;
- João de Löwenstein-Wertheim-Rosenberg (29 de agosto de 1880 – 18 de maio de 1956), foi marido da condessa Alexandra de Bernstorff, com quem teve três filhos.

## Títulos e estilos
- 11 de julho de 1837 – 4 de maio de 1863: Sua Alteza Sereníssima Princesa Sofia de Liechtenstein
- 4 de maio de 1863 – 25 de setembro de 1899: Sua Alteza Sereníssima A Princesa de Löwenstein-Wertheim-Rosenberg, Princesa de Liechtenstein